# Salvatore Aranzulla
Salvatore Aranzulla (Mirabella Imbaccari, 24 febbraio 1990) è un blogger e imprenditore italiano, divenuto celebre sul web principalmente per il suo sito, sul quale pubblica guide pratiche per la risoluzione di problemi informatici.

## Biografia
Crebbe a Mirabella Imbaccari, primo di quattro fratelli, da padre infermiere e madre casalinga. Studiando da autodidatta, a 12 anni realizzò la sua prima newsletter (poi trasformata in un blog nel 2003), con la quale pubblicava principalmente tutorial e guide alla risoluzione di problemi di natura informatica per rispondere alle richieste degli amici.
Nel luglio 2004 pubblicò Crea il tuo sito in ASP, un e-book gratuito per realizzare pagine web con Active Server Pages. Nello stesso anno ricevette la prima offerta di lavoro da Massimo Mattone, all'epoca direttore di Internet Magazine e Win Magazine, e iniziò a individuare bug presenti in siti come Google, Yahoo!, MSN, Mediaset e Poste Italiane, così come in alcuni browser.
Dopo la maturità scientifica, si trasferì a Milano per iscriversi all'Università Bocconi, dove si è laureato nel 2015 in economia aziendale e management. Nel frattempo continuò a occuparsi del suo sito di divulgazione informatica, regolarizzando successivamente le pubblicazioni e sostenendosi con la pubblicità. Nel 2008 stabilì una collaborazione con Virgilio, che portò all'integrazione del suo blog all'interno del canale tecnologia del portale web e, successivamente, anche di Libero. L'accordo con Virgilio venne interrotto l'11 marzo 2015.
Nel 2016 Aranzulla stabilì un accordo con Piemme e Caltagirone Editore, attraverso il quale contribuisce al traffico giornaliero del sito web de Il Messaggero. Nello stesso anno, apparve in uno spot per l'Italia di Black Mirror, serie televisiva Netflix. L'anno successivo apparve nel video musicale della canzone In the town di Gabry Ponte feat. Sergio Sylvestre, insieme a Lodovica Comello, Paolo Ruffini e Melissa Satta, ed è stato protagonista di un episodio di Emigratis con il duo comico Pio e Amedeo.
Nel febbraio 2018 pubblicò la sua autobiografia, Il metodo Aranzulla. Imparare a creare un business online. Nello stesso anno, fu inserito dalla rivista Forbes Italia nell'elenco dei 100 startupper italiani emergenti, nella sezione Constumer Technology, ed ebbe un cameo nella versione italiana di Ralph spacca Internet, dove interpretava la voce di uno dei pop-up che infastidisce il protagonista.

## Aranzulla.it

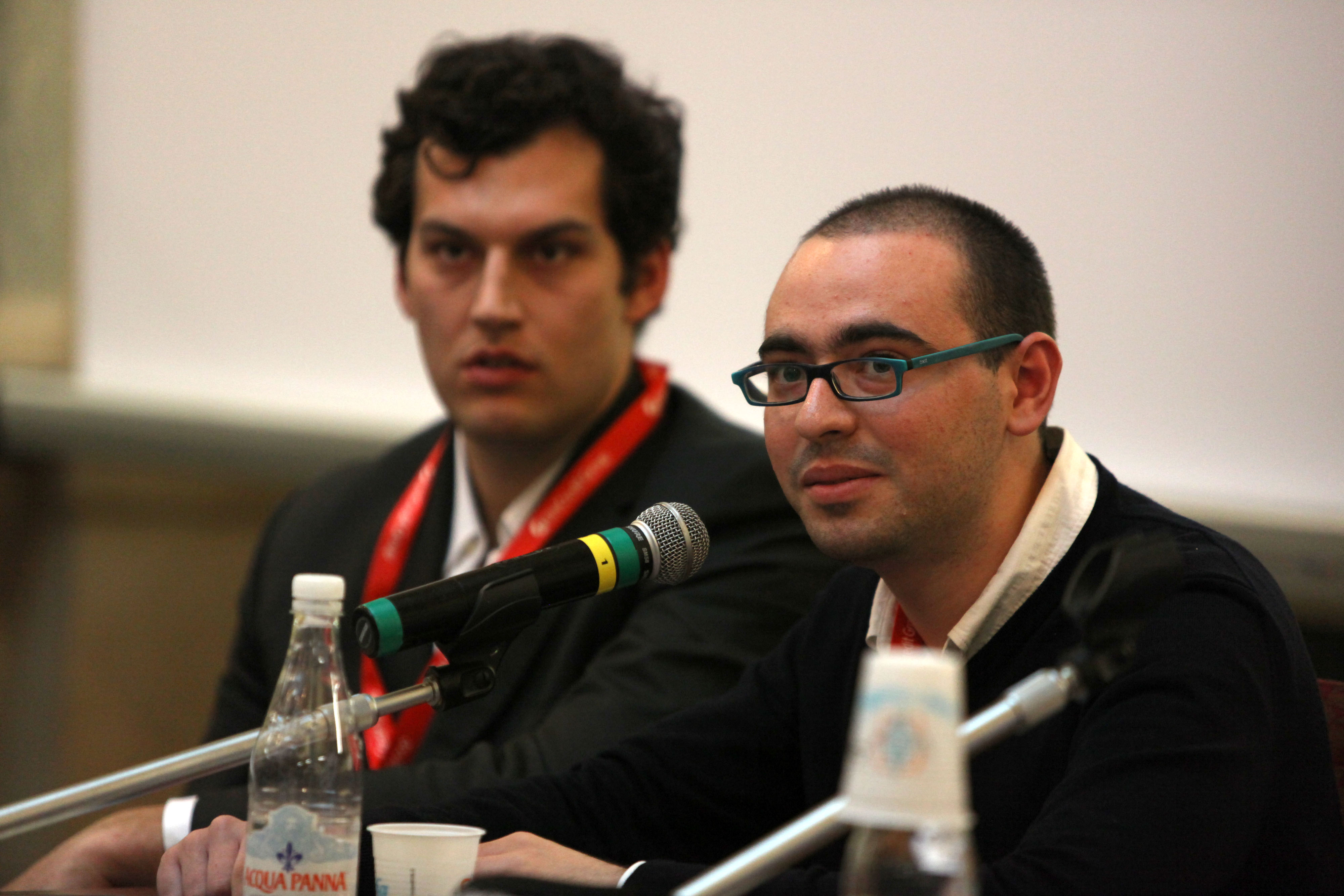
Aranzulla al Festival Internazionale del Giornalismo 2010

Aranzulla ha più volte dichiarato nelle proprie interviste che lo stile di scrittura delle sue guide è volutamente semplice e minimalista: «Scrivo come un dodicenne: soggetto, predicato, complemento oggetto. Cerco di farmi capire indipendentemente da età, grado d'istruzione e competenze linguistiche di chi mi legge. Non do nulla per scontato.» Le guide da scrivere vengono individuate in base al cosiddetto "sistema dei titoli", con il quale «siamo in grado di [...] scrivere e pubblicare contenuti di sicuro interesse perché desunti direttamente dalle richieste inserite dagli utenti sui motori di ricerca», raggruppando i termini fra loro simili e preparando articoli di massimo 10 000 caratteri, facendo molta attenzione ai metodi di ottimizzazione per i motori di ricerca e all'inserimento di termini non rilevanti, ma pertinenti e altamente ricercati dagli utenti. La pubblicazione e retribuzione dei singoli articoli viene valutata sulla base di quante visite possono generare.
Nel 2019 il sito si avvaleva di dieci collaboratori esterni in remoto, fra redazione e gestione tecnica. Intorno al 2008, il suo sito aveva circa 300 000 lettori al mese, poi saliti a 15 milioni nel 2018, salvo però scendere a circa 5,2 milioni a gennaio 2020.

## Riconoscimenti
- Nel 2018 il suo sito vince nella categoria "Miglior sito" ai Macchianera Awards con 27 017 voti.[36]

- Nel 2019 riceve la Candelora d'Oro dal comune di Catania.[37][38][39]

## Pubblicazioni
- Sicurezza informatica, Milano, Edizioni FAG, 2007, ISBN 88-8233-587-9.
- Hacker contro hacker. Manuale pratico e facile di controspionaggio, Milano, Mondadori informatica, 2011, ISBN 978-88-6114-310-4.
  -  Hacker contro hacker. Manuale pratico e facile di controspionaggio, 2ª ed., Milano, Mondadori informatica, 2013, ISBN 978-88-6114-394-4.
- Super hacker, Milano, Mondadori informatica, 2012, ISBN 978-88-6114-339-5.
- Il metodo Aranzulla. Imparare a creare un business online, Milano, Mondadori, 2018, ISBN 978-88-918-1551-4.
  -  Il metodo Aranzulla. Imparare a creare un business online, 2ª ed., Milano, Piemme, 2019, ISBN 978-88-6836-909-5.